# رستگاری

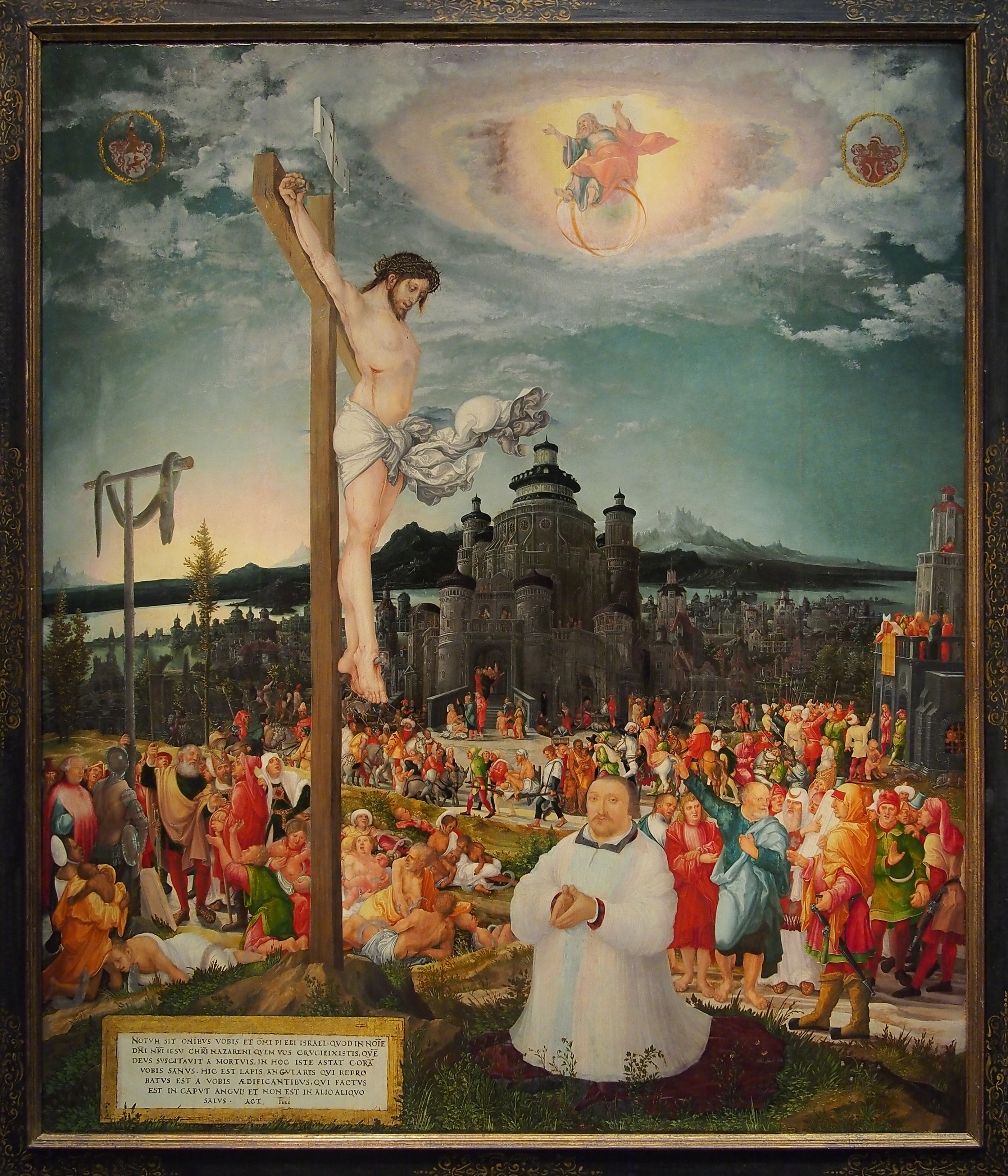
Allegory of Salvation by Wolf Huber (ca. 1543), Kunsthistorisches Museum in Vienna

رستگاری در دین به معنی نجات انسان از گناه و عواقب گناه است. هرچند معنای رستگاری در ادیان گوناگون یکی نیست، اما در ادیان کتاب‌بنیاد مانند یهودیت، مسیحیت و اسلام - رستگاری مسئله‌ای کانونی است.

## رستگاری در قرآن
در قرآن حدود ۴۰ بار از واژه فلاح (رستگاری) سخن گفته شده و در ضمن آیات مربوط از صفات و علائم رستگاران و سعادتمندان واقعی و اخروی سخن رانده‌است که البته رستگاری از هر دو بعدش هم دنیوی و هم اخروی مدنظر بوده و از آنجا که حیات اخروی جاودانی و ابدی است از اهمیت بیشتری برخوردار می‌باشد.
قرآن رستگاری اخروی را از آن راستگویان می داند. صدق به هر اندازه‌اى که در وجود آدمى برقرار و ثابت گردد، به همان مقدار براى او تزکیه و نجات می‌آورد؛ چرا که مؤمنان، اگر به خاطر صداقتشان، مشكلاتى را در دنيا تحمّل كنند، اين راستى در آخرت براى آنان كارساز است. تنها صادقان نفع مى‌برند، نه مدّعيان، شعاردهندگان ورياكاران.

## رستگاری در مسیحیت
اصطلاح رستگاری (salvation) در مسیحیت دارای معنایی ویژه‌است. رهایی از قدرت گناه، حالت و وضعیتی که در آن انسان از گناه و مرگ آزاد می‌شود، تحقق برتری خدای نامتناهی بر تباهی‌های پدید آمده از گناه، بیماری و مرگ؛ و سرانجام، به «آن عمل خداوند گفته می‌شود که برای بازگرداندن انسان به موقعیت اولی اش انجام گرفته است؛ موقعیتی که از آن به سبب گناه آدم هبوط کرده‌است». به اعتقاد مسیحیان، انسان در آغاز آفرینش در کمال راستی و درستی بود، اما آدم (نخستین نمونه انسانیت) به معصیت خدا وسوسه شد و دامن خود را به گناه آلوده ساخت. بدین سبب، از آن جایگاه بلند هبوط کرد و در دنیایی خاکی گرفتار آمد. این امر تبار او را نیز به گناه ذاتی مبتلا نمود.

## رستگاری در مزدیسنا
در مزدیسنا رستگاری هم دنیوی است و هم اخروی و از راه پیروی از قانون اشا حاصل می‌شود.

## رستگاری در ادیان هندی
در ادیان هندی، به رستگاری موکشه یا موکتی(Mukti) می‌گویند که بمعنای رهایی فرد از چرخه زایش‌های دوباره (سمساره) اشاره دارد.